# 10-гигабитный Ethernet

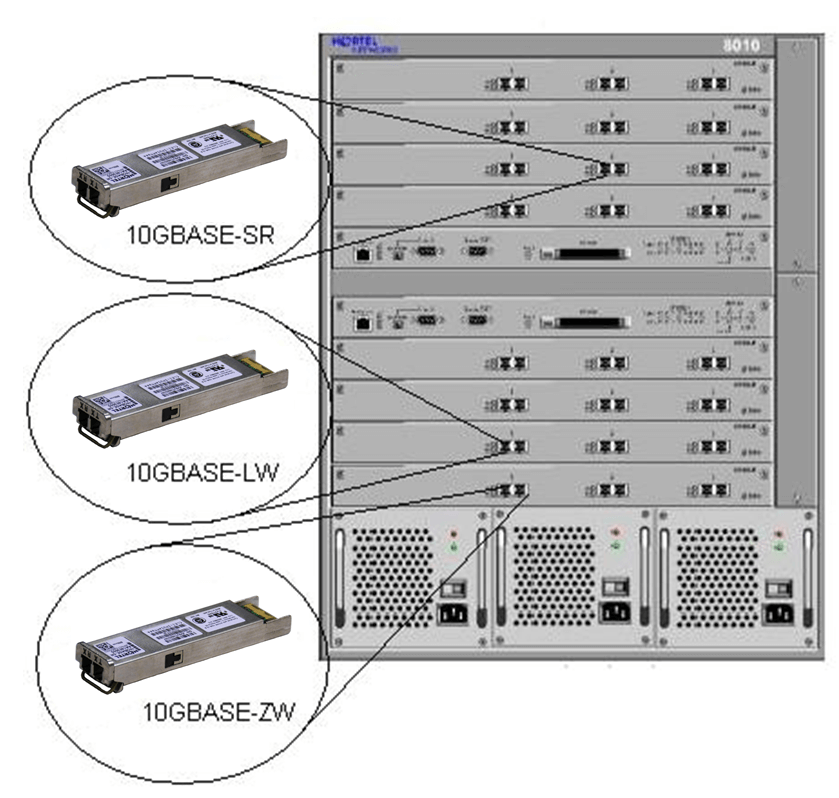
Маршрутизатор с портами 10-гигабитного Ethernet и три модуля физического уровня: 10GBase-SR, 10GBase-LW, 10GBase-ZW.

10-гигабитный Ethernet (10GE, 10GbE или 10 GigE) — группа технологий компьютерных сетей, позволяющих передавать Ethernet пакеты со скоростью 10 гигабит в секунду. Впервые определены в стандарте IEEE 802.3 ае-2002. В отличие от предыдущих стандартов Ethernet, в 10-гигабитных вариантах определены только полнодуплексные связи по схеме точка-точка, которые обычно подключаются к сетевым коммутаторам. Топологии с общей средой и алгоритмами CSMA/CD более не поддерживаются, в отличие от предыдущих поколений стандартов Ethernet, в 10GbE не реализована полудуплексная работа и не поддерживаются репитеры (хабы).
В 10-гигабитных стандартах Ethernet описываются различные реализации физического уровня (PHY). Сетевое устройство, такое как коммутатор или сетевой контроллер, может поддерживать несколько типов физических уровней с помощью модульных адаптеров, например, в виде модулей SFP+, либо предоставлять встроенную реализацию одного из физических стандартов, например, 10 гбит Ethernet по витой паре (10GBase-T). Как и в предыдущих версиях стандартов Ethernet, 10GbE может использовать медные или оптические кабели. Максимальные расстояния для работы с медной витой парой составляют 100 метров, но из-за высоких требований к параметрам кабеля требуется более качественный кабель (категория 6a).
Внедрение локальных сетей 10-гигабитного Ethernet происходит медленнее, чем с предыдущими стандартами локальных сетей: в 2007 году был поставлен один миллион портов 10GbE, в 2009 году — два миллиона, в 2010 году — более трёх миллионов портов, с оценками в девять миллионов портов в 2011 году. По состоянию на 2012 год цена 10 гигабитных портов в несколько раз выше, чем для гигабитных Ethernet-сетей, что препятствуют более широкому внедрению, хотя цена за гигабит пропускной способности в случае 10 гигабит уже в три раза ниже, чем для гигабитных сетей.

## Стандарты
За годы существования рабочей группы IEEE 802.3 был опубликован ряд стандартов, относящихся к 10GbE.
| Стандарт   | Год издания | Описание |
| ---------- | ----------- | --- |
| 802.3ae    | 2002        | 10 Гбит/с Ethernet по оптоволокну для LAN (10GBASE-SR, 10GBASE-LR, 10GBASE-ER, 10GBASE-LX4) и WAN (10GBASE-SW, 10GBASE-LW, 10GBASE-EW)      |
| 802.3ak    | 2004        | 10GBASE-CX4 10 Гбит/с Ethernet через твинаксиальный кабель                                                                                  |
| 802.3-2005 | 2005        | Пересмотр базового стандарта, включающий 802.3ae, 802.3ak и исправления                                                                     |
| 802.3an    | 2006        | Приемопередатчик 10GBASE-T 10 Гбит/с Ethernet по медной витой паре                                                                          |
| 802.3ap    | 2007        | Стандарты для объединительных плат, передача сигналов сетей Ethernet 1 и 10 Гбит/с по печатным платам (технологии 10GBASE-KR и 10GBASE-KX4) |
| 802.3aq    | 2006        | Приемопередатчик 10GBASE-LRM 10 Гбит/с Ethernet по многомодовым волокном с улучшенным уравниванием                                          |
| 802.3-2008 | 2008        | Пересмотр базовых стандартов, включение 802.3an/ap/aq поправок и исправлений. Агрегирование каналов перенесено в стандарт 802.1ax.          |
| 802.3av    | 2009        | Приемопередатчик 10GBASE-PR 10 Гбит/с Ethernet PHY для EPON, также известный как 10G-EPON                                                   |
| 802.3-2015 | 2015        | Последняя версия базового стандарта |
| 802.3bz    | 2016        | 2.5- и 5-гигабитные варианты Ethernet по медной витой паре Категории 5 и Категории 6 (2.5 GBASE-T и 5GBASE-T)                               |
| 802.3-2018 | 2018        | Последняя версия базового стандарта, включающая 802.3bn/bp/bq/br/bs/bw/bu/bv/by/bz/cc/ce                                                    |

## Модули физического уровня

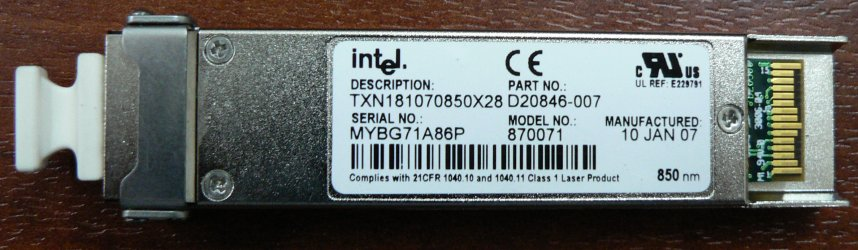
Крупный план 10-гигабитного Ethernet приемопередатчика XFP

Для реализации различных физических уровней стандартов 10GbE многие интерфейсы состоят из стандартного гнезда, в которое можно подключать различные PHY модули. Физические форматы модулей не указаны в официальных стандартах IEEE и описываются различными индустриальными многосторонними соглашениями, что позволяет ускорить выработку спецификаций. Популярными для 10GbE форматами модулей являются XENPAK (и связанные с ним Х2 и XPAK), XFP и SFP+. На выбор форм-фактора PHY модулей влияет стоимость разработки, доступность модулей, типы носителей, потребляемая мощность и размер модулей. В рамках одного канала точка-точка стороны могут использоваться модули различных форм-факторов, пока они реализуют один и тот же физический уровень 10GbE (например, 10GBASE-SR для локальных сетей) и тип кабеля (оптический или медный).
XENPAK стал первым форм-фактором модулей для 10GE и имел самый крупный размер. Позже появились Х2 и XPAK, конкурирующие стандарты с уменьшенным размером модуля, однако они не достигли на рынке такого же успеха, как XENPAK. Затем появился ещё более компактный XFP.
Более новым и распространённым форматом модулей стал улучшенный модуль приемопередатчиков малого форм-фактора, известный под названием SFP+. Он был создан на основе форм-фактора модуля приемопередатчиков малого форм-фактора (SFP) при участии группы ANSI Т11 Fibre Channel. Этот формат ещё компактнее чем XFP и потребляет меньше электроэнергии. Модули SFP+ стали наиболее популярным форм-фактором для трансиверов 10GE систем. В модулях SFP+ производится лишь преобразование между оптическим и электрическим интерфейсами, без восстановления синхронизирующих сигналов или проверки целостности данных, из-за чего контроллер порта выполняет больше работы. Модули SFP+ сохранили компактный размер более ранних SFP модулей и позволяют достичь более высокой плотности портов, чем в случае с модулями XFP. Также они допускают переиспользование ряда наработанных конструкций, например дизайн панели 24 или 48 портовых коммутаторов, устанавливаемых в 19-дюймовую стойку.
Оптические модули подключаются к контроллеру при помощи электрических интерфейсов XAUI, XFI или SerDes Framer Interface (SFI). Приемопередатчики форматов XENPAK, Х2 и XPAK используют XAUI (XGXS) — канал из четырёх дифференциальных пар, определённый в IEEE 802.3 Clause 47. Приемопередатчики XFP используют интерфейс XFI, а SFP+ модули используют интерфейс SFI. В интерфейсах XFI и SFI сигнал передаётся по одной дифференциальной паре с применением кодирования 64/66 бит, определённого в IEEE 802.3 Clause 49.
Модули SFP+ можно разделить на два типа по интерфейсу к контроллеру: линейные и лимитирующие. Лимитирующие используются для связи на больших расстояниях, например для 10GBASE-LRM, а в остальных случаях более предпочтительными являются линейные модули.
| MMF FDDI 62,5/125 мкм (1987) | MMF OM1 62,5/125 мкм (1989) | MMF OM2 50/125 мкм (1998) | MMF OM3 50/125 мкм (2003) | MMF OM4 50/125 мкм (2008) | MMF OM5 50/125 мкм (2016)                 | SMF OS1 9/125 мкм (1998) | SMF OS2 9/125 мкм (2000) |
| ---------------------------- | --------------------------- | ------------------------- | ------------------------- | ------------------------- | ----------------------------------------- | ------------------------ | ------------------------ |
| 160 МГц·км @850 нм           | 200 МГц·км @850 нм          | 500 МГц·км @850 нм        | 1500 МГц·км @850 нм       | 3500 МГц·км @850 нм       | 3500 МГц·км @850 нм и 1850 МГц·км @950 нм | 1 дБ/км @1300/ 1550 нм   | 0.4 дБ/км @1300/ 1550 нм |

| Название | Стандарт                       | Статус     | Среда передачи                                                                    | Разъём OFC или ВЧ-разъём              | Модули трансиверов      | Расстояния (км) | Число волокон | Линий (⇅) | Примечания |
| --- | ------------------------------ | ---------- | --------------------------------------------------------------------------------- | ------------------------------------- | ----------------------- | --------------- | ------------- | --------- | --- |
| 10-гигабитный Ethernet (10 GbE) — (скорость передачи данных: 10 Гбит/с — линейное кодирование: 64b/66b × NRZ — линейная скорость: 10.3125 Гбод — Полный дуплекс) |                                |            |                                                                                   |                                       |                         |                 |               |           | |
| 10GBASE -CX4 | 802.3ak-2004 (CL48/54)         | устаревший | твинаксиальный кабель балансные линии                                             | CX4 (SFF-8470) (IEC 61076-3-113) (IB) | XENPAK X2 XFP           | 0.015           | 4             | 4         | Для дата-центров; линейное кодирование: 8b/10b × NRZ линейная скорость: 4x 3.125 Гбод = 12.5 Гбод                                                                |
| 10GBASE -KX4 | 802.3ap-2007 (CL48/71)         | устаревший | медные проводники на платах                                                       | N/A                                   | N/A                     | 0.001           | 4             | 4         | Печатные платы; линейное кодирование: 8b/10b × NRZ линейная скорость: 4x 3.125 Гбод = 12.5 Гбод                                                                  |
| 10GBASE -LX4 | 802.3ae-2002 (CL48/53)         | устаревший | Fibre 1269.0 — 1282.4 нм 1293.5 — 1306.9 нм 1318.0 — 1331.4 нм 1342.5 — 1355.9 нм | SC                                    | XENPAK X2               | OM2: 0.3        | 1             | 4         | WDM; линейное кодирование: 8b/10b × NRZ линейная скорость: 4x 3.125 Гбод = 12.5 Гбод Ширина моды: 500 МГц·км                                                     |
| 10GBASE -LX4 | 802.3ae-2002 (CL48/53)         | устаревший | Fibre 1269.0 — 1282.4 нм 1293.5 — 1306.9 нм 1318.0 — 1331.4 нм 1342.5 — 1355.9 нм | SC                                    | XENPAK X2               | OSx: 10         | 1             | 4         | WDM; линейное кодирование: 8b/10b × NRZ линейная скорость: 4x 3.125 Гбод = 12.5 Гбод Ширина моды: 500 МГц·км                                                     |
| 10GBASE -SW | 802.3ae-2002 (CL50/52)         | актуальный | волокно 850 нм                                                                    | SC LC                                 | SFP+ XPAK               | OM1: 0.033      | 2             | 1         | WAN; WAN-PHY; линейная скорость: 9.5846 Гбод непосредственно отображается на потоки OC-192/STM-64 SONET/SDH. -ZW: вариант -EW с более мощной оптической системой |
| 10GBASE -SW | 802.3ae-2002 (CL50/52)         | актуальный | волокно 850 нм                                                                    | SC LC                                 | SFP+ XPAK               | OM2: 0.082      | 2             | 1         | WAN; WAN-PHY; линейная скорость: 9.5846 Гбод непосредственно отображается на потоки OC-192/STM-64 SONET/SDH. -ZW: вариант -EW с более мощной оптической системой |
| 10GBASE -SW | 802.3ae-2002 (CL50/52)         | актуальный | волокно 850 нм                                                                    | SC LC                                 | SFP+ XPAK               | OM3: 0.3        | 2             | 1         | WAN; WAN-PHY; линейная скорость: 9.5846 Гбод непосредственно отображается на потоки OC-192/STM-64 SONET/SDH. -ZW: вариант -EW с более мощной оптической системой |
| 10GBASE -SW | 802.3ae-2002 (CL50/52)         | актуальный | волокно 850 нм                                                                    | SC LC                                 | SFP+ XPAK               | OM4: 0.4        | 2             | 1         | WAN; WAN-PHY; линейная скорость: 9.5846 Гбод непосредственно отображается на потоки OC-192/STM-64 SONET/SDH. -ZW: вариант -EW с более мощной оптической системой |
| 10GBASE -LW | 802.3ae-2002 (CL50/52)         | актуальный | волокно 1310 нм                                                                   | SC LC                                 | SFP+ XENPAK XPAK        | OSx: 10         | 2             | 1         | WAN; WAN-PHY; линейная скорость: 9.5846 Гбод непосредственно отображается на потоки OC-192/STM-64 SONET/SDH. -ZW: вариант -EW с более мощной оптической системой |
| 10GBASE -EW | 802.3ae-2002 (CL50/52)         | актуальный | волокно 1550 нм                                                                   | SC LC                                 | SFP+                    | OSx: 40         | 2             | 1         | WAN; WAN-PHY; линейная скорость: 9.5846 Гбод непосредственно отображается на потоки OC-192/STM-64 SONET/SDH. -ZW: вариант -EW с более мощной оптической системой |
| 10GBASE -ZW | проприетарный (не описан IEEE) | актуальный | волокно 1550 нм                                                                   | SC LC                                 | SFP+                    | OSx: 80         | 2             | 1         | WAN; WAN-PHY; линейная скорость: 9.5846 Гбод непосредственно отображается на потоки OC-192/STM-64 SONET/SDH. -ZW: вариант -EW с более мощной оптической системой |
| 10GBASE -CR прямого подключения | SFF-8431 (2006)                | актуальный | твинаксиальный балансный                                                          | SFP+ (SFF-8431)                       | SFP+                    | 0.007 0.015 0.1 | 1             | 1         | Дата-центра Тип кабеля: пассивный твинаксиальный (до 7 м), активный (до 15 м), активный оптический (AOC): (до 100 м)                                             |
| 10GBASE -KR | 802.3ap-2007 (CL49/72)         | актуальный | Медь по платам                                                                    | N/A                                   | N/A                     | 0.001           | 1             | 1         | Для печатных плат и объединительных плат |
| 10GBASE -SR | 802.3ae-2002 (CL49/52)         | актуальный | волокно 850 нм                                                                    | SC LC                                 | SFP+ XENPAK X2 XPAK XFP | OM1: 0.033      | 2             | 1         | Ширина моды: 160 МГц·км (26 м), 200 МГц·км (33 м), 400 МГц·км (66 м), 500 МГц·км (82 м), 2000 МГц·км (300 м), 4700 МГц·км (400 м)                                |
| 10GBASE -SR | 802.3ae-2002 (CL49/52)         | актуальный | волокно 850 нм                                                                    | SC LC                                 | SFP+ XENPAK X2 XPAK XFP | OM2: 0.082      | 2             | 1         | Ширина моды: 160 МГц·км (26 м), 200 МГц·км (33 м), 400 МГц·км (66 м), 500 МГц·км (82 м), 2000 МГц·км (300 м), 4700 МГц·км (400 м)                                |
| 10GBASE -SR | 802.3ae-2002 (CL49/52)         | актуальный | волокно 850 нм                                                                    | SC LC                                 | SFP+ XENPAK X2 XPAK XFP | OM3: 0.3        | 2             | 1         | Ширина моды: 160 МГц·км (26 м), 200 МГц·км (33 м), 400 МГц·км (66 м), 500 МГц·км (82 м), 2000 МГц·км (300 м), 4700 МГц·км (400 м)                                |
| 10GBASE -SR | 802.3ae-2002 (CL49/52)         | актуальный | волокно 850 нм                                                                    | SC LC                                 | SFP+ XENPAK X2 XPAK XFP | OM4: 0.4        | 2             | 1         | Ширина моды: 160 МГц·км (26 м), 200 МГц·км (33 м), 400 МГц·км (66 м), 500 МГц·км (82 м), 2000 МГц·км (300 м), 4700 МГц·км (400 м)                                |
| 10GBASE -SRL | проприетарный (не описан IEEE) | актуальный | волокно 850 нм                                                                    | SC LC                                 | SFP+ XENPAK X2 XFP      | OM1: 0.1        | 2             | 1         | |
| 10GBASE -SRL | проприетарный (не описан IEEE) | актуальный | волокно 850 нм                                                                    | SC LC                                 | SFP+ XENPAK X2 XFP      | OM2: 0.1        | 2             | 1         | |
| 10GBASE -SRL | проприетарный (не описан IEEE) | актуальный | волокно 850 нм                                                                    | SC LC                                 | SFP+ XENPAK X2 XFP      | OM3: 0.1        | 2             | 1         | |
| 10GBASE -SRL | проприетарный (не описан IEEE) | актуальный | волокно 850 нм                                                                    | SC LC                                 | SFP+ XENPAK X2 XFP      | OM4: 0.1        | 2             | 1         | |
| 10GBASE -LR | 802.3ae-2002 (CL49/52)         | актуальный | волокно 1310 нм                                                                   | SC LC                                 | SFP+ XENPAK X2 XPAK XFP | OSx: 10         | 2             | 1         | |
| 10GBASE -LRM | 802.3aq-2006 (CL49/68)         | актуальный | волокно 1300 нм                                                                   | SC LC                                 | SFP+ XENPAK X2          | OM2: 0.22       | 2             | 1         | Ширина моды: 500 МГц·км |
| 10GBASE -LRM | 802.3aq-2006 (CL49/68)         | актуальный | волокно 1300 нм                                                                   | SC LC                                 | SFP+ XENPAK X2          | OM3: 0.22       | 2             | 1         | Ширина моды: 500 МГц·км |
| 10GBASE -ER | 802.3ae-2002 (CL49/52)         | актуальный | волокно 1550 нм                                                                   | SC LC                                 | SFP+ XENPAK X2 XFP      | OSx: 40         | 2             | 1         | |
| 10GBASE -ZR | проприетарный (не описан IEEE) | актуальный | волокно 1550 нм                                                                   | SC LC                                 | SFP+ XENPAK X2 XFP      | OSx: 80         | 2             | 1         | -ER с более мощной оптикой |
| 10GBASE -PR | 802.3av-2009                   | актуальный | волокно передача: 1270 нм приём: 1577 нм                                          | SC                                    | SFP+ XFP                | OSx: 20         | 1             | 1         | 10G EPON |

| Стандарт  | Дата | Разъём | Среда                    | Тип кабеля                                                                                  | Максимальная дальность                               | Примечания |
| --------- | ---- | ------ | ------------------------ | ------------------------------------------------------------------------------------------- | ---------------------------------------------------- | --- |
| 10GBASE-T | 2006 | 8P8C   | Медная витая пара 4 пары | Канал класса E, кабель категории 6. Канал класса Ea, кабель категории 6а или 7 (витая пара) | 55 м (класс E кат. 6) 100 м (класс Ea кат. 6а или 7) | Возможность повторного использования существующей кабельной инфраструктуры, высокая плотность портов, относительно высокая мощность |

## Оптические волокна

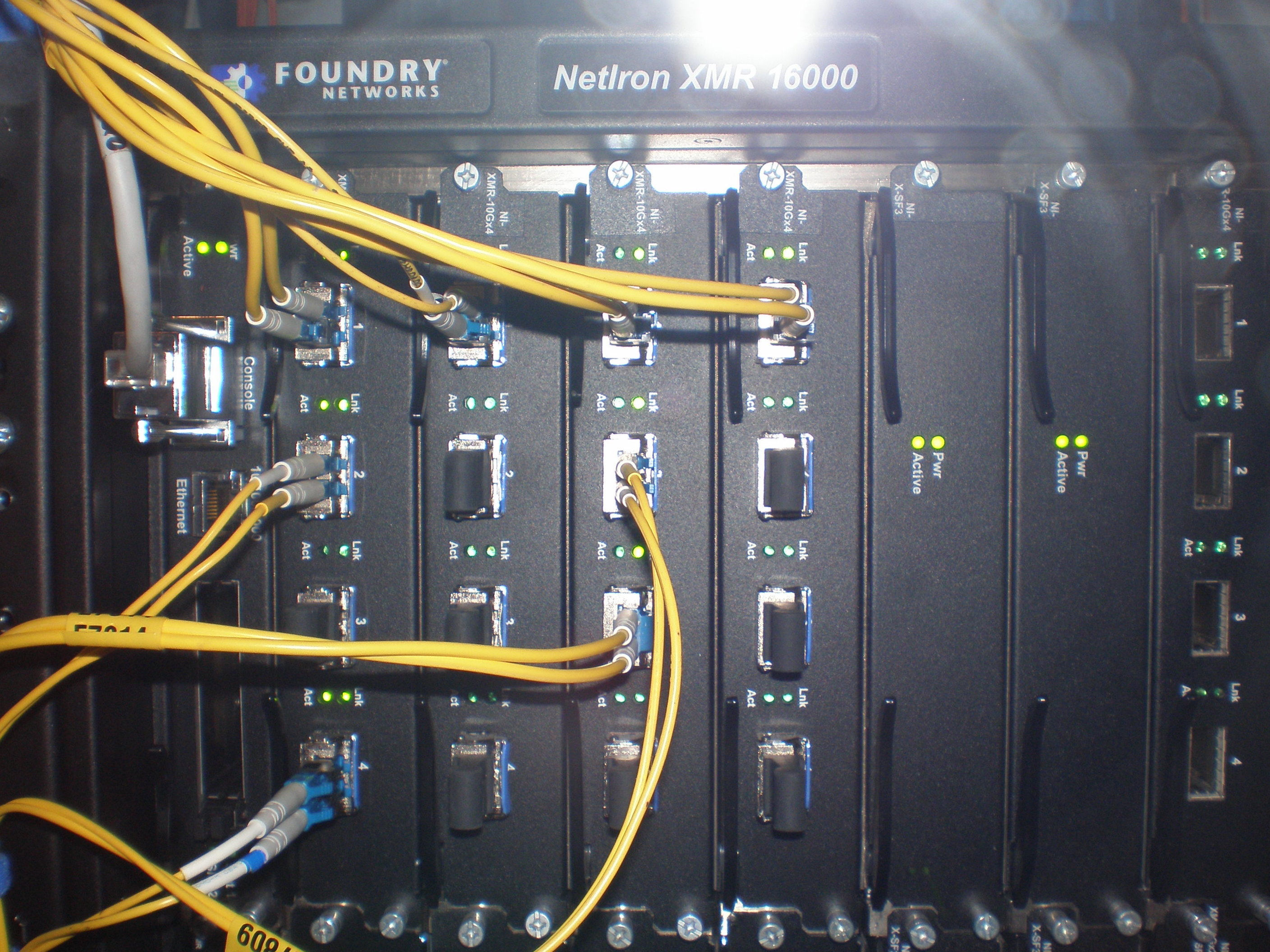
Маршрутизатор с 10-гигабитным Ethernet, используется оптический интерфейс (приемопередатчики XFP). Жёлтый цвет кабеля обозначает одномодовое оптическое волокно.

Существует два основных типа оптического волокна для использования с 10-гигабитным Ethernet: одномодовое (SMF) и многомодовое (MMF). В одномодовом луч света следует по единому пути через волокно, а многомодовом — по нескольким путям, что приводит к различным задержкам мод (DMD). SMF используется для связи на больших расстояниях, а MMF — для расстояний менее 300 метров. SMF использует волокно с более узкой сердцевиной (диаметр 8.3 мкм), которое требует более точных работ по оснащению разъёмами, сварке и подключению. MMF применяет волокно с более широким диаметром сердцевины (50 или 62,5 мкм), его преимуществом является возможность использования недорогих поверхностно-излучающих лазеров с вертикальным резонатором (VCSEL) на коротких расстояниях. Кроме того, многомодовые разъёмы дешевле и проще в обработке. Преимуществом одномодовых кабелей является их работоспособность на больших расстояниях.
Стандарт 802.3 предполагает использование MMF волокон, соответствующий требованиям FDDI: они используют сердечник диаметром 62,5 мкм и минимальную модальную полосу в 160 МГц·км на 850 нм. Такие волокна использовались с начала 1990-х годов для сетей FDDI и 100BaseFX. Стандарты 802.3 также ссылается на ISO/IEC 11801, в котором описаны многомодовые волокна типов OM1, OM2, OM3 и OM4. Тип OM1 также использует диаметр 62,5 мкм, а остальные — 50 мкм. Для света с длиной волны 850 нм минимальная модальная полоса пропускания составляет 200 МГц·км для OM1, 500 МГц·км для OM2, 2000 МГц·км для OM3 и 4700 МГц·км для ОМ4. Кабели FDDI-класса считаются устаревшими и новые структурированные кабельные системы используют волокна типов OM3 или OM4. Тип OM3 позволяет передавать сигналы 10GbE на расстояния до 300 метров с использованием недорогих модулей 10GBASE-SR (тип OM4 может работать на расстояниях до 400 метров).
Оптоволоконные кабели разных типов выполняются с различным цветом внешней изоляции. Одномодовое волокно обычно использует жёлтый цвет, многомодовое — оранжевый (для типов OM1 и OM2) или сине-зелёный (типы OM3 и OM4). Однако в волоконнооптических системах нет обязательной цветовой маркировки в зависимости от скоростей и технологий (за исключением зелёного цвета хвостовиков разъёмов с угловой полировкой APC).
Также применяются активные оптические кабели (AOC), в которых оптоэлектронные преобразователи непосредственно подключены к оптическому кабелю, без использования обслуживаемых оптических разъёмов. Преобразователи подключаются непосредственно в модульные гнёзда сетевых карт и коммутирующих устройств. Подобные кабели дешевле, чем полноценные модульные оптические решения, поскольку производитель может подобрать электронные и оптические компоненты, соответствующие используемой длине кабеля и типу волокна.

### Стандарт 10GBASE-SR

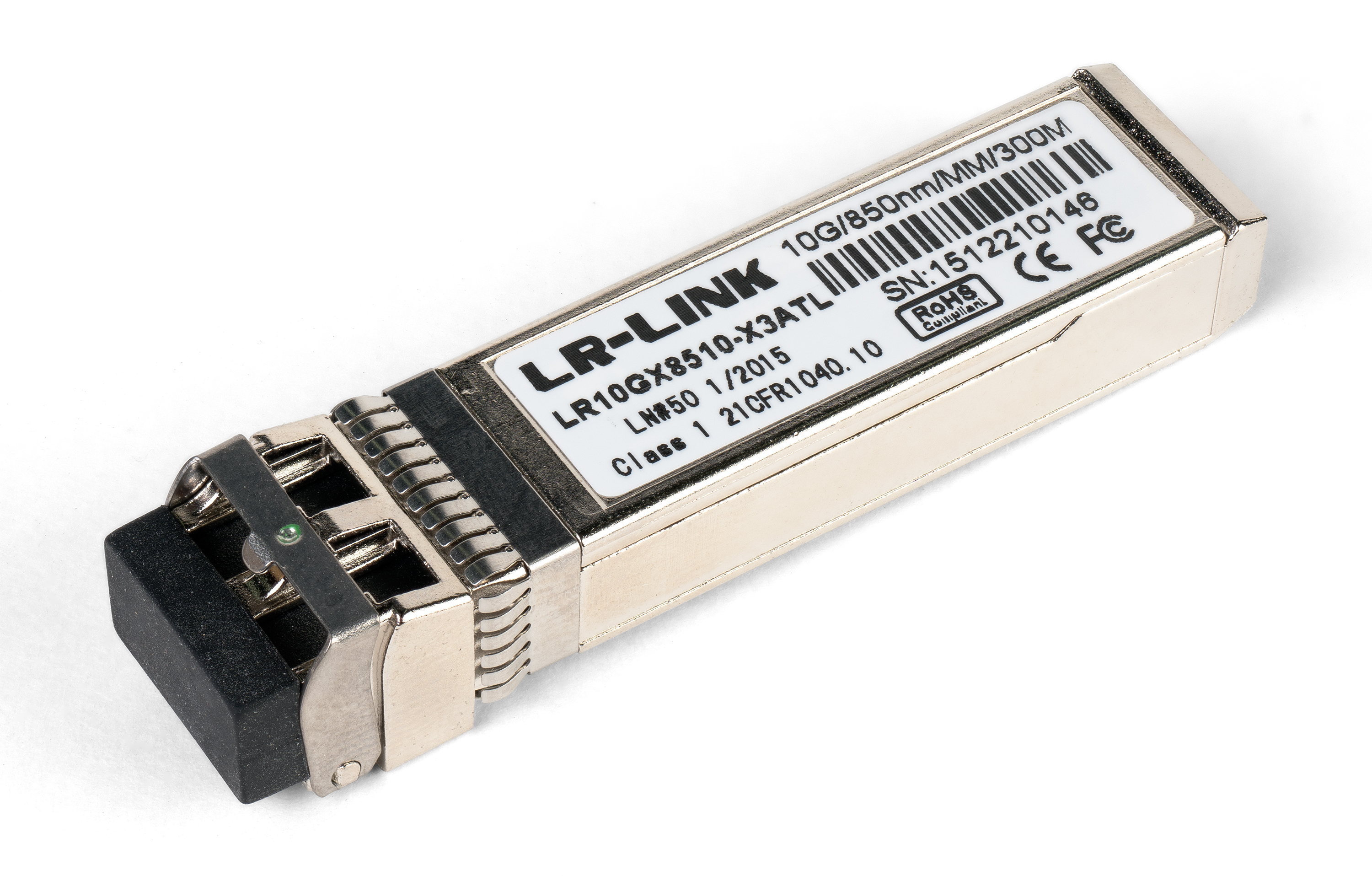
Крупный план модуля стандарта 10GBASE-SR в форм-факторе SFP+ приемопередатчика

Приемопередатчики стандарта 10GBASE-SR («short range») применяются с многомодовым волокном и используют лазеры на 850 нм. Подуровень физического кодирования (PCS) 64бит/66бит определён в IEEE 802.3 Clause 49, а Physical Medium Dependent (PMD) в Clause 52. Стандарт обеспечивает передачу сериализованных данных на скорости в 10,3125 Гбод.
Расстояния зависят от типа многомодового волокна.
| Тип волокна (диаметр, мкм) | Расстояния (м) |
| -------------------------- | -------------- |
| FDDI-класс (62.5)          | 25             |
| OM1 (62.5)                 | 33             |
| OM2 (50)                   | 82             |
| OM3 (50)                   | 300            |
| OM4 (50)                   | 400            |

Инфраструктура MMF дешевле, чем для SMF за счёт недорогих разъёмов. Цена на разъёмы ниже для волокон с большим диаметром сердцевины, так как им не требуется высокая точность изготовления.
Передатчики 10GBASE-SR реализуются с недорогими и маломощными лазерами типа VCSEL. При использовании оптических кабелей типа OM3 и OM4 (их иногда называют оптимизированными для лазеров) достигается дальность до 300—400 метров. Приемопередатчики 10GBASE-SR представляют собой оптические модули с самой низкой стоимостью, небольшой мощностью и имеют малый форм-фактор.
На 2011 год на модули 10GBASE-SR приходилось около четверти от общего объёма поставленных портов 10GbE.
Существуют нестандартные более недорогие варианты, иногда обозначаемые как 10GBASE-SRL (10GBASE-SR lite). Они взаимно совместимы с 10GBASE-SR, но работают на расстояниях только до 100 метров.

### Стандарт 10GBASE-LR
Стандарт 10GBASE-LR («long reach») применяется с одномодовым волокном и использует лазеры на 1310 нм. PCS 64бит/66бит определён в IEEE 802.3 п. 49, а PMD — в п. 52. Стандарт обеспечивает передачу сериализованных данных на скорости в 10,3125 Гбод.
В технологии 10GBASE-LR передача осуществляется лазерами на базе интерферометров Фабри-Перо или лазерами с распределенной обратной связью (DFB). Такие лазеры стоят дороже, чем VCSEL, но имеют высокую мощность и большую длину волны, что позволяет эффективно передавать сигналы по тонким одномодовым волокнам на большие расстояния. Типичные расстояния для 10GBASE-LR достигают 10 километров, хотя оно зависит от типа применяемого волокна.

### Стандарт 10GBASE-LRM
Вариант 10GBASE-LRM («long reach multi-mode») изначально определён в IEEE 802.3aq для многомодового волокна и 1310 нм лазеров. Типичные расстояния — до 220 или 300 метров. Применяется PCS 64бит/66бит из IEEE 802.3 п. 49 и PMD из 68. Стандарт обеспечивает передачу сериализованных данных на скорости в 10,3125 Гбод.
Приемопередатчики 10GBASE-LRM допускают использование на расстояниях до 220 метров по волокну класса FDDI и до 220 метров на типах OM1, OM2, OM3. 10GBASE-LRM не достигает расстояний, которые могут быть реализованы на более старых технологиях 10GBASE-LX4. Отдельные производители, например Cisco и HP заявляют, что их оптические модули могут работать на расстояния до 300 метров.
Некоторые приёмопередатчики 10GBASE-LRM работают на расстояниях до 300 метров, используя стандартное одномодовое волокно (SMF, G.652), однако такая комбинация не является частью стандарта IEEE или каких-либо соглашений.
Приёмники 10GBASE-LRM используют эквалайзер типа «electronic dispersion compensation» (EDC).

### Стандарт 10GBASE-ER
Стандарт 10GBASE-ER («extended reach») использует одномодовое волокно и мощные 1550 нм лазеры. Применяется PCS 64бит/66бит из IEEE 802.3 п. 49 и PMD из п. 52. Стандарт обеспечивает передачу сериализованных данных на скорости в 10,3125 Гбод.
В технологии 10GBASE-ER передача осуществляется лазером с внешней модуляцией (EML).
Приемопередатчики 10GBASE-ER позволяют передавать 10-гигабитный Ethernet на расстояние до 30-40 километров.

### 10GBASE-ZR
Некоторые производители предлагают модули для работы на расстояниях до 80 км под названием 10GBASE-ZR. Такие физические параметры не стандартизованы в рамках IEEE 802.3ae и обычно используются спецификации для 80 км среды из стандартов OC-192/STM-64 SDH/SONET.

### 10GBASE-LX4
10GBASE-LX4 — тип портов с поддержкой многомодовых и одномодовых волокон. Применяется четыре отдельных лазера, каждый на скорости 3.125 Гбит/с и грубое WDM-уплотнение каналов: каждый лазер использует собственную длину волны в окне прозрачности 1310 нм. Используется PCS 8бит/10бит из IEEE 802.3 Clause 48 и PMD из Clause 53.
LX4 допускает работу на расстояниях до 300 метров при использовании многомодовых волокон класса FDDI, OM1, OM2 и OM3 (все эти типы имеют минимальную модальную полосу пропускания в 500 МГц×км в области 1300 нм).
Также приемопередатчики 10GBASE-LX4 могут работать на расстояниях до 10 км на одномодовых волокнах.

### 10GBASE-PR
10GBASE-PR (от «PON») определён в IEEE 802.3av как способ передачи 10 гигабитного Ethernet в пассивных оптических сетях. Для передачи в сторону пользователя используется лазер 1577 нм, а для передачи от пользователя — 1270 нм. PMD указан в п. 75. Передача в сторону пользователей имеет скорость сериализованных данных в 10,3125 Гбит/с, используется топология один ко многим (древовидная — один порт коммутатора обслуживает нескольких пользователей, подключённых к данной ветви пассивной оптической сети).
Приемопередатчики 10GBASE-PR выполняются в одном из трёх бюджетов мощности: PR10, PR20, PR30.

### Двунаправленная передача по одному волокну
Ряд поставщиков предоставляет оптические модули для передачи двунаправленных 10 Гбит/с сигналов по одному одномодовому волокну. Соединение таких модулей функционально эквивалентно 10GBASE-LR или -ER, однако использует одно волокно вместо двух волокон в LR/ER (одно для передачи и одно для приема). Это достигается аналогично гигабитным стандартам1000Base-BX10, путём применения пассивной призмы внутри каждого оптического модуля и пары трансиверов, работающих на двух длинах волн, например, 1310 нм / 1490 нм или 1490 нм / 1550 нм. Модули доступны с различными уровнями мощности и могут работать на расстояниях в диапазоне от 10 до 80 км. Часто их называют 10GBASE-ВХ, хотя более корректным было бы название 10GBASE-BR из-за использования 64бит/66бит кодирования.

## Стандарты для медных кабелей
10-гигабитный Ethernet может передаваться по медным проводникам: через твинаксиальный кабель, по витой паре, и по печатным платам (через кроссплаты).

### 10GBASE-CX4
10GBASE-CX4 — первый вариант передачи 10-гигабитного Ethernet при помощи медных технологий, описанный в 802.3 (стандарт 802.3ak-2004). Используется PCS XAUI с 4 парами (Clause 48) и медных кабели, сходные с кабелями для технологии InfiniBand. Максимальные расстояния составляют около 15 метров. Каждая дифференциальная пара передаёт 3.125 Гбод сигналов.
Преимущества 10GBASE-CX4 заключаются в потребляемой мощности, невысокой стоимости и низкой задержке передачи сигнала. Однако разъёмы CX4 имеют большой форм-фактор, используются более громоздкие кабели, чем для более новых однопарных кабелей с модулями SFP+. CX4 также предлагает более короткие расстояния чем 10GBASE-T, а применяемый кабель более жесткий и значительно более дорогой, чем неэкранированная витая пара (UTP) категории 5 или категории 6.
Поставки оборудования с портами 10GBASE-CX4 очень малы, однако некоторые поставщики предлагают СХ-4 интерфейсы для 10GBASE Ethernet или для объединения нескольких коммутаторов в единый стек, отмечая чуть более низкую задержку CX4.

### Кабели SFP+ прямого подключения

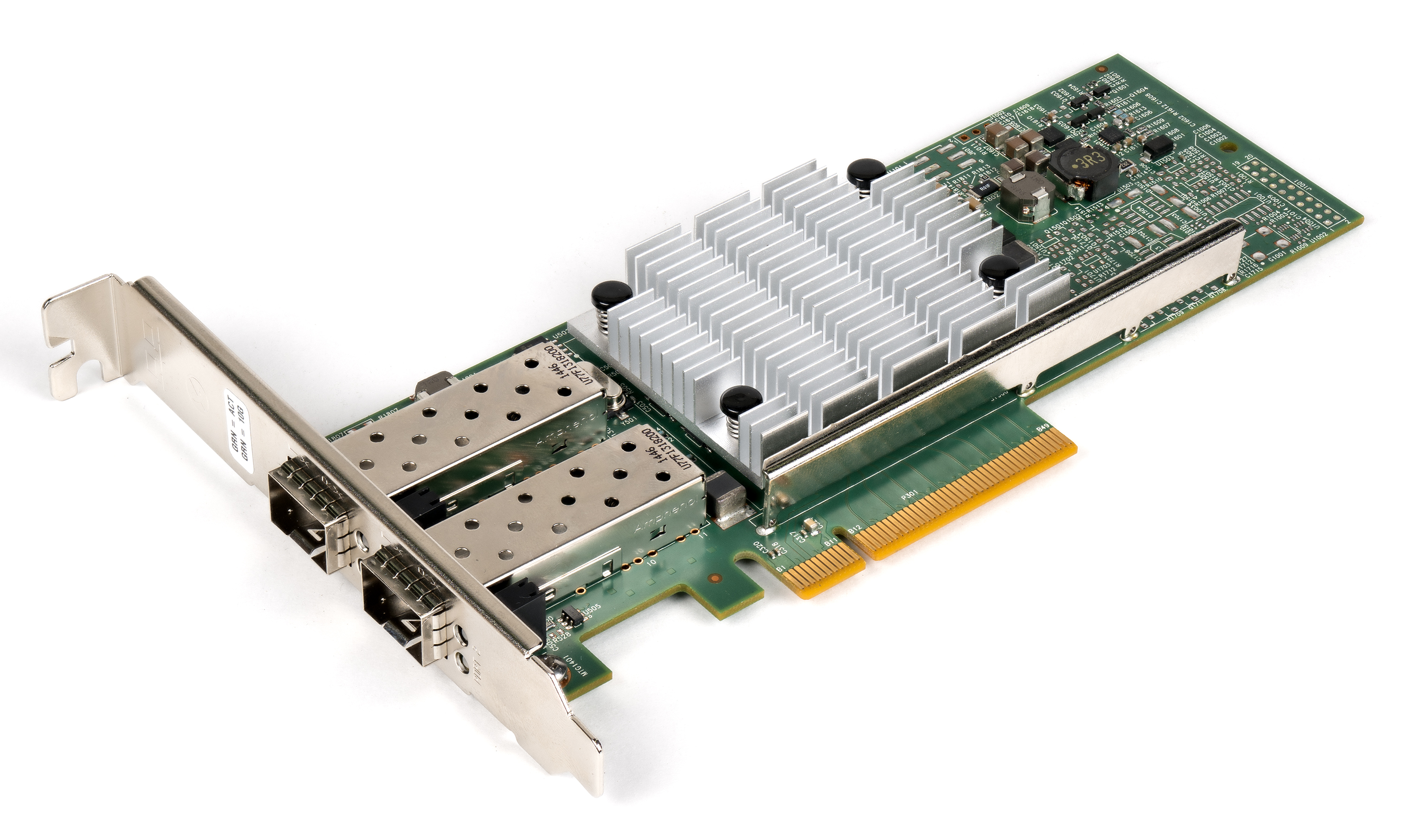
Сетевой адаптер QLogic QLE3442-CU с двумя портами для подключения оптических модулей SFP+ или SFP+ DAC кабелей.

Два устройства с портами для подключения модулей форм-фактора SFP+ могут быть соединены специальным кабелем, разъемы которого имеют неразборные окончания в форме SFP+ модулей. Такие кабели называют «Direct Attach» (DA), «Direct Attach Copper» (DAC), 10GSFP+Cu, 10GBASE-CR, 10GBASE-CX1, SFP+, «10GbE Cu SFP cable». Короткие кабели прямого подключения используют сборку на основе пассивных твинаксиальных кабелей, в то время как более длинные, иногда называемые активными оптическими кабелями (AOC) используют коротковолновые оптические приёмопередатчики, интегрированные с оптическим кабелем. Оба типа кабеля подключаются непосредственно в разъём SFP+. Такие кабели прямого подключения имеет фиксированную длину кабеля, обычно от 1 до 7 м (в случае пассивных кабелей) или до 15 м (активный кабель), или до 100 м в длину (активные оптические кабели). Аналогично варианту 10GBASE-CX4 эти кабели имеют низкий уровень потребления энергии, невысокую стоимость и низкие задержки передачи данных. В отличие от CX4 используются менее громоздкие кабели и более компактный форм-фактор SFP+. Кабели SFP+ прямого подключения сегодня является чрезвычайно популярными, они используются в большем числе портов, чем 10GBASE-SR.

### Передача по объединительным платам
Рабочая целевая группа 802.3ap разработала способы передачи 10 гигабитного Ethernet через объединительные платы, например в блейд-серверах и в модульных маршрутизаторах и коммутаторах, применяющих сменные линейные карты. 802.3ap позволяет передавать сигнал на расстояния до 1 метра по медным проводникам печатных плат, допускается использование двух разъёмов. Стандарт определяет два типа портов для 10 Гбит/с (10GBASE-KX4 и 10GBASE-KR) и один тип для 1 Гбит/с (1000Base-KX). Опционально могут реализовываться: дополнительный слой для прямой коррекции ошибок (FEC), протокол автоматического согласования, оценка качества линии для 10GBASE-KR (настройка приёмного КИХ-фильтра с тремя выводами). Протокол автосогласования позволяет переключаться между 1000Base-KX, 10GBASE-KX4, 10GBASE-KR или 40GBASE-KR4 (802.3ba).
Современные конструкции объединительных панелей используют 10GBASE-KR вместо 10GBASE-KX4.

#### 10GBASE-KX4
Используются 4 параллельных канала передачи данных, физическое кодирование совпадает с 10GBASE-CX4 (пункт 48 стандарта IEEE 802.3).

#### 10GBASE-KR
Используется одна дифференциальная пара и физическое кодирование 10GBASE-LR/ER/SR (пункт 49 стандарта IEEE 802.3).

### 10GBASE-T

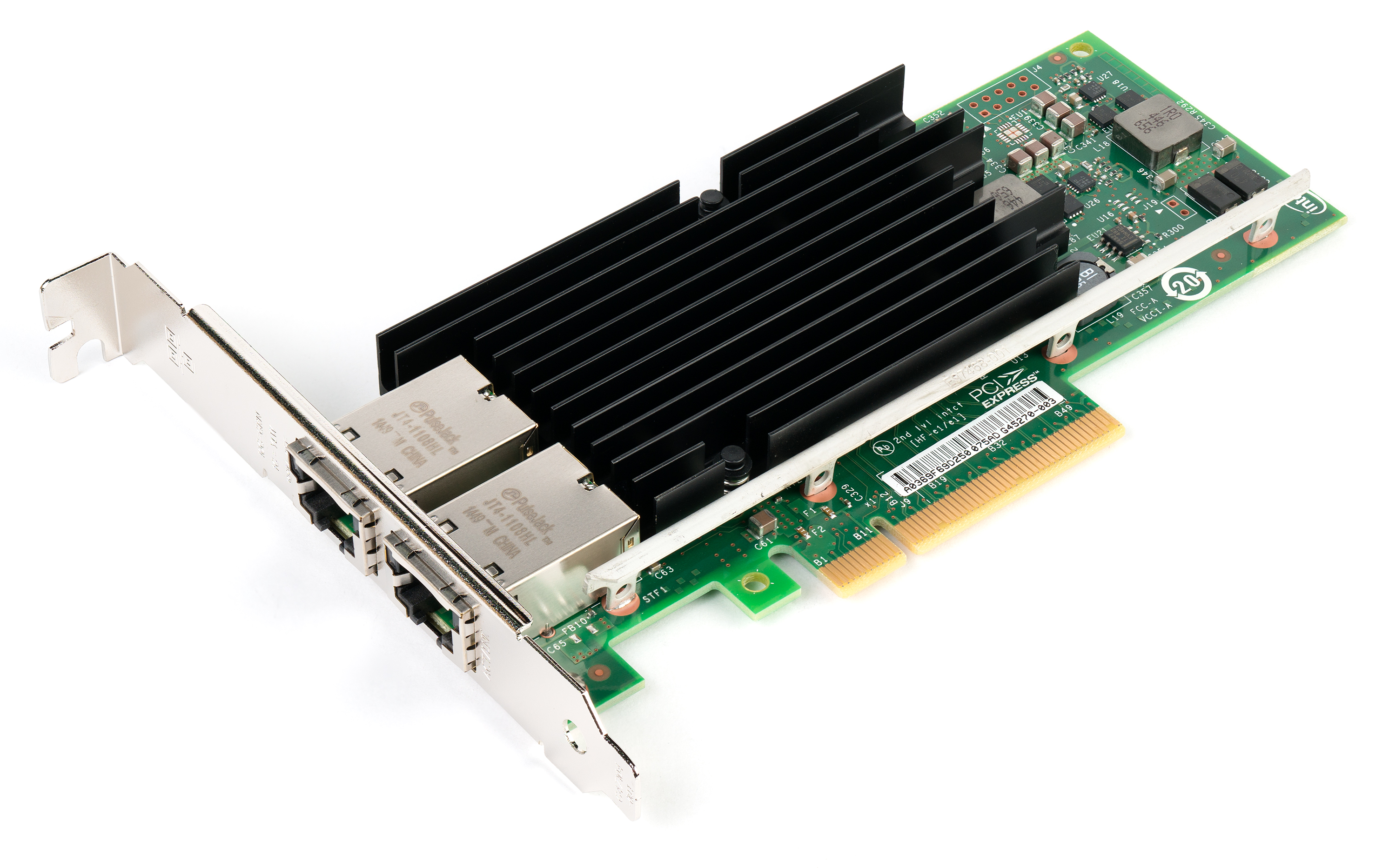
Intel X540-T2 — сетевой адаптер, предоставляющий два порта 10GBASE-T (разъём 8P8C).

10GBASE-T (IEEE 802.3an-2006) — стандарт 2006 года, позволяющий передавать 10 Гбит/с Ethernet посредством неэкранированной или экранированной витой пары на расстояния до 100 метров (330 футов). Для достижения полной дальности в 100 метров требуется применение кабеля категория 6а, тогда как кабель категории 6 позволяет передавать данные на расстояния порядка 55 метров (в зависимости от качества установки и характеристик передачи сигналов до 500 МГц). Кабельная инфраструктура для 10GBASE-T обратно совместима с гигабитным стандартом Ethernet 1000Base-T, что позволяет производить постепенное обновление оборудования с 1 гигабита до 10. Оборудование с 10 гигабитными портами 10GBASE-T способно работать в стандарте 1000Base-T, используя автоматическое определение скорости. В 10 гигабитном стандарте применяется дополнительное линейное кодирование, из-за чего локальные сети 10GBASE-T имеют чуть более высокие задержки по сравнению с другими 10 гигабитными стандартами. Задержка передачи пакетов составляет от 2 до 4 микросекунд, по сравнению с 1-12 микросекундами в 1000Base-T (в зависимости от размера пакета). Микросхемы с поддержкой локальных сетей 10GBASE-T доступны от нескольких компаний с 2010 года, они потребляют мощность порядка 3-4 Вт.
Технологии 10GBASE-T использует широко распространённый модульный разъём IEC 60603-7 8P8C, применявшийся для более медленных стандартов Ethernet по витой паре. Передаваемый по кабелю сигнал использует частоты до 500 МГц, для достижения этой частоты необходим сбалансированный кабель «витая пара» категории 6a или лучше (ИСО/МЭК 11801 поправка 2 или ANSI/TIA-568-С.2) для работы на расстояниях в 100 м. Кабели категории 6 могут передавать сигнал 10GBASE-T на более короткие расстояния, в случае соответствия ISO TR 24750 или TIA-155-A.
В стандарте 802.3an определяется модуляция физического уровня для 10GBASE-T. Используется предварительное кодирование Томлинсона-Харашима (THP) и амплитудно-импульсная манипуляция с 16 дискретными уровнями (PAM-16), кодируемыми в рамках сигнального созвездия DSQ128 с символьной скоростью 800 млн символов в секунду. Перед кодированием применяется код прямой коррекции ошибок (FEC) по схеме [2048,1723]2 с малой плотностью проверок (LDPC). Кодируется 1723 бит, применяется матрица контроля четности на основе обобщённого кода Рида-Соломона [32,2,31] над полем GF(26). Ещё 1536 бит не кодируются. В каждом блоке размером 1723+1536 битов, используется 1+50+8+1 битов для сигнализации и обнаружения ошибок и 3200 битов данных (время передачи блока составляет 320 нс). Эта схема является значительным усложнением по сравнению с тривиальным PAM-5 кодированием, используемым в стандарте 1000Base-T гигабитного Ethernet по витой паре.
Линейное кодирование из технологии 10GBASE-T послужило основой для разработки кодирования в новых стандартах 2.5 GBASE-T и 5GBASE-T (802.3bz), которые реализуют скорости 2.5 или 5.0 Гбит/с при использовании медной кабельной инфраструктуры категорий 5e и 6. Такие кабели не позволяют использовать 10GBASE-T, но могут применяться для 2.5 GBASE-T или 5GBASE-T, в случае, если эти скорости реализованы в оборудовании сетевых адаптеров и коммутаторов.

## Физические уровни WAN (10GBASE-W)
Во время разработки стандартов 10-гигабитного Ethernet высокий интерес к использованию 10GbE в качестве транспорта в глобальных сетях (WAN) привёл к описанию физического уровня WAN для 10GbE. Этот уровень инкапсулирует Ethernet-пакеты в кадры SONET OC-192с и работает на чуть более низкой скорости 9,95328 Гбит/с, чем варианты для локальных сетей.
Физические уровни WAN используют те же оптические PMD-технологии 10GBASE-S, 10GBASE-L, 10GBASE-E и обозначаются как 10GBASE-SW, 10GBASE-LW и 10GBASE-EW, соответственно. PCS-кодирование — 64бит/66бит по IEEE 802.3 п. 49 и PMD из п. 52. Также используется подслой совместимости WAN Interface Sublayer (WIS), определённый в п. 50, который добавляет дополнительную инкапсуляцию для совместимости с форматом фрейма данных SONET STS-192c.
Физические уровни WAN были разработаны для взаимодействия с OC-192/STM-64 SDH/SONET, оборудованием с использованием облегчённых кадров SDH/SONET на скорости 9,953 Гбит/с.
WAN PHY позволяет передавать сигнал на расстояния до 80 км в зависимости от типа волокна.